# Ion Inculeț
Ion Inculeț (ur. 5 kwietnia 1884 w Răzeni, zm. 18 listopada 1940 w Jassach) – rosyjski, mołdawski i rumuński polityk, z pochodzenia Mołdawianin, działacz Partii Socjalistów-Rewolucjonistów, przewodniczący Rady Kraju, w 1918 jedyny prezydent Mołdawskiej Republiki Demokratycznej.

## Życiorys
Ukończył szkołę duchowną, a następnie seminarium duchowne w Kiszyniowie. Wstąpił potem na wydział fizyczno-matematyczny Uniwersytetu w Dorpacie, zaś po roku przeniósł się na Uniwersytet Cesarski w Petersburgu i tam zakończył studia. Po powrocie do Besarabii działał w kole młodych orędowników odrodzenia narodowego rumuńskojęzycznej ludności guberni besarabskiej, które w latach 1906–1907 wydawało pismo Besarabia. Pracował jako nauczyciel w prywatnych szkołach w różnych miastach Rosji. W 1917, po rewolucji lutowej i abdykacji Mikołaja II, wstąpił do Partii Socjalistów-Rewolucjonistów. Został wybrany do Rady Delegatów Robotniczych i Żołnierskich w Petersburgu. Kiedy szefem rosyjskiego Rządu Tymczasowego został Aleksandr Kiereński, Inculeț znalazł się w grupie 40 intelektualistów pochodzenia besarabskiego, których władze skierowały do Kiszyniowa i został oficjalnym przedstawicielem Rządu Tymczasowego w Besarabii.
Był zwolennikiem pozostania Besarabii w granicach Rosji, przeprowadzenia reformy rolnej i demokratyzacji kraju. Wobec przejęcia władzy przez bolszewików opowiedział się jednak za ogłoszeniem autonomii przez Mołdawię. W listopadzie 1917 został wybrany na przewodniczącego besarabskiego parlamentu – Rady Kraju. Nawiązał bliższą współpracę z mołdawskimi działaczami narodowymi, w tym zwolennikami przyłączenia Besarabii do Rumunii, wobec dążeń działaczy ukraińskich do przyłączenia Besarabii do państwa ukraińskiego, a także z powodu wzrostu znaczenia bolszewików w Besarabii, powstawania niezależnych od Rady Kraju rad robotniczych, żołnierskich i chłopskich oraz samorzutnego przejmowania ziemi przez chłopów. Był sceptycznie nastawiony do perspektywy przyłączenia Mołdawii do Rumunii, twierdząc, że rządząca tym krajem oligarchia nie będzie dla mieszkańców Besarabii lepsza niż rząd carski.
24 stycznia 1918 Rada Kraju ogłosiła niepodległość Mołdawskiej Republiki Demokratycznej, a Ion Inculeț został jej prezydentem. Trwała już wtedy interwencja rumuńska w Besarabii, której efektem było wyparcie oddziałów bolszewickich za Dniestr do końca stycznia 1918. W marcu tego samego roku Rada Kraju zgodziła się na przyłączenie Mołdawii do Rumunii, chociaż zdania deputowanych w tej kwestii były do końca podzielone. Unia Rumunii i Mołdawii została faktycznie ogłoszona w czerwcu tego samego roku.

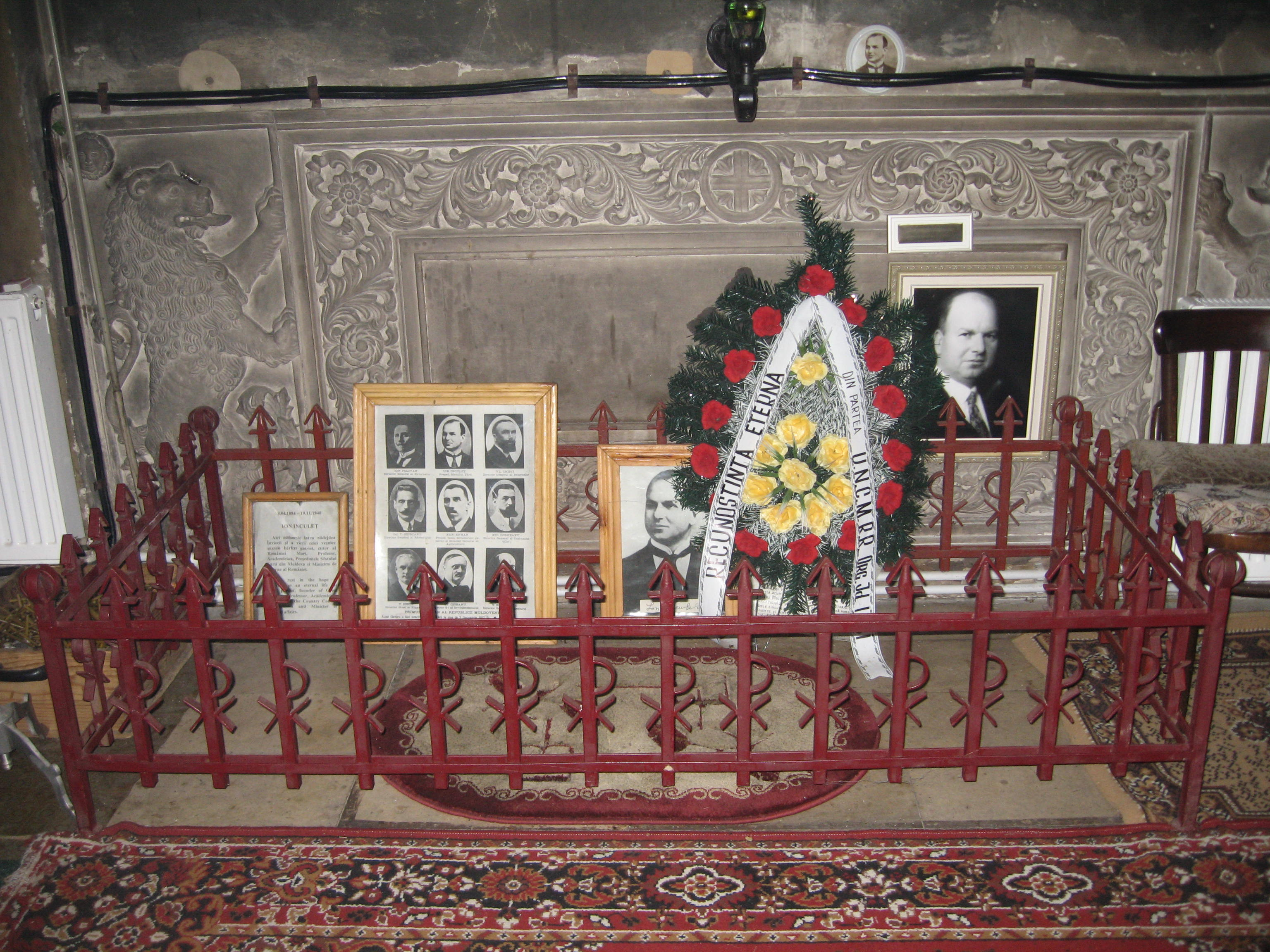
Grób polityka w Barnovej

W Rumunii Inculeț wstąpił do Partii Narodowo-Liberalnej i stał się jednym z bliskich współpracowników Ionela Bratianu. Wchodził do kolejnych gabinetów jako minister ds. Besarabii, zdrowia, spraw wewnętrznych i komunikacji. Bezskutecznie starał się o dokończenie, już w granicach Rumunii, reform społecznych zainicjowanych w Mołdawii przez Radę Kraju, w tym reformy rolnej. Był zdania, że przemiany takie mogłyby stać się następnie wzorem dla całej Rumunii. Był wicepremierem Rumunii w rządzie Iona Gheorghe’a Duki w 1933. Zmarł siedem lat później w Jassach i został pochowany w cerkwi św. Jana Chrzciciela w Bârnovej.